# Paco Vidarte
Paco Vidarte   (Sevilla, 1 de març de 1970 - Madrid, 29 de gener de 2008) de nom complet Francisco Javier Vidarte Fernández, va ser un filòsof, escriptor i activista dels drets LGBT.

## Carrera acadèmica
Llicenciat en filosofia per la Universitat Pontifícia de Comillas (UPC, Madrid), màster en teoria psicoanalítica per la Universitat Complutense de Madrid, i doctor de filosofia per la Universitat Nacional d'Educació a Distància (UNED) el 27 de novembre de 1998 amb un treball sobre Jacques Derrida.
A partir de mitjans de la dècada de 1990, Paco Vidarte, que era gai, va ser un membre actiu del Moviment LGBT a Espanya, i especialment a Madrid. Va ser membre del grup "Radical Gai", i més tard es va convertir en un dels principals teòrics queer a Espanya. A Ética Marica (2007), va criticar durament les estratègies assimilacionistes dels principals grups de drets LGTB a Espanya, defensant en canvi una ètica radicalment inclusiva.

## Camps de recerca
Vidarte era un dels pensadors més respectats a nivell internacional sobre l'obra de Jacques Derrida. A més, Vidarte va ser el primer a portar a la universitat els estudis queer. Després de les reformes legislatives del govern socialista a Espanya, va centrar els seus esforços a transmetre la idea que la lluita del moviment LGTBQ no acabava amb el matrimoni. Ética marica, el seu últim llibre i escrit en menys de tres setmanes, és un intent de mantenir viu el moviment LGTB.
Va morir a Madrid el 29 de gener de 2008 d'un limfoma.

## Publicacions
Llibres:
- Jacques Derrida. En col·laboració amb Cristina de Peretti. Ed. del Orto, Madrid 1998.
- Homografías. En col·laboració amb Ricardo Llamas. Espasa-Calpe, Madrid 1999.
- Francisco J. Vidarte (ed.): Marginales. Leyendo a Derrida. Aula Abierta, UNED, Madrid 2000.
- Extravíos. En col·laboració amb Ricardo Llamas. Espasa-Calpe, Madrid 2001.
- Derritages. Une thèse en déconstruction. L'Harmattan, Paris 2001.
- Guerra y filosofía. La concepción de la guerra en el pensamiento filosófico. En col·laboració amb José García Caneiro. Tirant lo Blanc, València 2002.
- Filosofías del siglo XX. En col·laboració amb F. Rampérez. Síntesis, Madrid 2005.
- D. Córdoba, J. Sáez, P. Vidarte (eds.): Teoría queer. Egales, Madrid 2005.
- ¿Qué es leer? La invención del texto en filosofía. Tirant lo Blanc, València 2006.
- Ética Marica. Proclamas libertarias para una militancia LGTBQ. Egales, Madrid 2007.

A més, va col·laborar en actes i seminaris, traduccions de llibres i articles, en nombroses revistes i monografies i en llibres com per exemple:
- Conjunciones. Derrida y compañía. (Pereti, Velasco eds.) Madrid, Ed. Dykinson, 2007.
- Masculinitats per al segle XXI. Barcelona, CEDIC, 2007.
- El pensamiento heterosexual y otros ensayos. Monique Wittig. Egales, 2005. Traducció de l'anglès amb Javier Sáez.